# Немировка (Омская область)
Немировка — деревня в Кормиловском районе Омской области России. Входит в состав Черниговского сельского поселения.

## История
Основана в 1893 г. В 1928 г. состояла из 65 хозяйств, основное население — украинцы. В составе Аксаковского сельсовета Корниловского района Омского округа Сибирского края.

## Население
| 2010 |
| ---- |
| 620  |